# 327 aC
El 327 aC va ser un any del calendari romà prejulià. A la República i a l'Imperi Romà es coneixia com l'Any del consolat de Lèntul i Filó (o també any 427 ab urbe condita o de la Fundació de Roma). La denominació «327 aC» per a aquest any s'ha emprat des de l'edat mitjana, quan el calendari Anno Domini va ser el mètode prevalent a Europa per a anomenar els anys.

## Esdeveniments

### Conquestes d'Alexandre el Gran a Àsia
- Alexandre el Gran sotmet la Sogdiana i ocupa així tota la Bactriana. Després del setge de la Roca Sogdiana, entra al recinte i troba a Roxana, filla del sàtrapa Oxiartes. Alexandre queda captivat pels encants de Roxana i decideix casar-se amb ella.[2]
- Alexandre el Gran es proclama successor dels reis perses i vol introduir la proscinesi (acte de reverència davant la presència d'una persona de rang social més alt) a la seva cort. Els seus súbdits grecs s'hi van oposar, amb l'argument que només es postraven davant dels déus, i consideraven bàrbar qualsevol altre acte d'adoració.[3]

### Antiga Roma
- S'estableix una guarnició samnita a Nàpols, que desencadena un any més tard, la Segona Guerra Samnita.[4]
- Aquest any són elegits cònsols Quint Publili Filó i Luci Corneli Lèntul.[5]
- Publi Filó és enviat contra Paleòpolis, al sud d'Itàlia, que assetja, però no pot conquerir abans del final del seu mandat. El senat li va prorrogar l'imperium com a procònsol amb un senatusconsultum i un plebiscit. Va ser el primer procònsol de la història romana.[6]
- Corneli Lèntul dirigeix un exèrcit d'observació dels moviments dels samnites.[7]
- Marc Claudi Marcel és nomenat dictador per celebrar els comicis, però els àugurs anul·len l'elecció pretextant alguna informalitat. Els tribuns de la plebs protesten, perquè creuen que el dictamen dels àugurs esta motivat perquè Marcel és plebeu, i no volen un dictador d'aquesta classe social. Espuri Postumi Albí era el seu magister equitum.[8]

## Necrològiques
- Cal·lístenes d'Olint, un historiador grec que acompanyava a Alexandre el Gran, cau en desgràcia, acusat de conspiració i arrestat a Bactriana, és empresonat en una gàbia de ferro. Es diu que la causa era perquè va refusar d'agenollar-se davant Alexandre com a emperador.[9]